# Евангелическо-лютеранская церковь Йоэнсуу
 Евангелическо-лютеранская церковь Йоэнсуу  (фин. Joensuun kirkko) — главная церковь евангелическо-лютеранского прихода города Йоэнсуу. Церковь является памятником архитектуры, входит в число объектов культурного наследия общенационального значения и находится под охраной государства . Церковь стоит на небольшом холме рядом с набережной реки Пиелисйоки (фин. Pielisjoki), соединяющей крупнейшие озёра Северной Карелии — Пиелинен и Пюхяселькя. Церковь, выстроенная из красного кирпича в неоготическом стиле с элементами северного модерна, отличается особой изысканностью линий. Внешняя величественная простота и строгость церкви компенсируется изящной росписью внутренних помещений, выполненной в технике секко.

## Строительство
В 1848 году топограф и государственный служащий Вильгельм Клас Гюльден разработал генеральный план города, согласно которому лютеранская церковь и православная церковь Святого Николая должны были располагаться в противоположных частях улицы Кирккокату: евангелическо-лютеранская — в южной части, а православная церковь — в северной. Решение о строительстве церкви было принято в 1896 году, но официально проект начал разрабатываться только в 1898 году, после того как был создан комитет по строительству. Поначалу планировалось взять за образец кирпичную неоготическую церковь Ханко в южной Финляндии, а в качестве архитектора пригласить Юхана Якоба Аренберга, но в итоге проектирование церкви было решено поручить Йозефу Стенбеку. Строительство церкви, спроектированной архитектором и инженером Йозефом Стенбеком в 1900 году, было завершено в 1903-м. 

## Архитектура
Евангелическо-лютеранская церковь Йоэнсуу представляет собой замечательный образец церковной архитекторы Йозефа Даниеля Стенбека (1854—1929). Здание церкви выполнено в неоготическом стиле, отличительными признаками которого являются заострённые арочные окна, полукруглые своды и устремлённые к небу строгие, величественные башни. Внутреннее пространство церкви организовано симметрично и состоит из трёх нефов. Каркас помещения церкви делится на двенадцать сводов, девять из которых находятся над главным пространством церковного зала, один свод — над хором (частью церковного здания, находящегося в самом конце, перед алтарём), один покрывает ризницу, на месте которой изначально находился орган, ещё один свод перекрывает пространство, где орган располагается сегодня. Церковный зал выполнен в характерном для Стенбека стиле, он короткий и широкий. Типичные элементы готического стиля в архитектуре Стенбека говорят о его глубоком знании средневековой архитектуры Центральной Европы.

## Декоративная роспись
Церковь Йоэнсуу сочетает в себе характерный для модерна растительный орнамент со стилевыми деталями неоготической архитектуры конца XIX века. Смешение элементов разных стилей в одном сооружении было очень распространено в это время. Стенбек не хотел строго следовать стилистическим образцам модерна и стремился придать интерьерной росписи уникальные черты. В декоре церкви можно усмотреть и политический смысл, связанный с национальным возрождением: образы воскресения, рая и лучшего будущего, воплощённые как в растительном орнаменте, так и в христианских символах, олицетворяют идею независимости.
Настенная и потолочная живопись, выполненная в технике а секко, принадлежат кисти Августа Грёнрооса (фин. August Grönroos). Подобная роспись осуществляется по высохшей и повторно увлажнённой штукатурке, что даёт известное временное преимущество. Оконные витражи — труд финского художника и интерьерного дизайнера Антти Салменлинна (фин. Antti Salmenlinna). На торцевом окне витражная роспись изображает путь людей от крещения в новый Иерусалим. Новый орган, отчасти скрывающий торцевое окно, был изготовлен в 1969 году на органном заводе Кангасала. Орган состоит из 2662 органных труб и может звучать в 36 звуковых регистрах.

## Церковная башня и часы
Церковь имеет три башни. Самая большая из них — 57-метровая часовая башня с тремя колоколами весом 300, 550 и 1100 кг, отлитыми в Германии в 1903 году.

## Ремонтные работы
Ко дню празднования столетия церкви был осуществлен её масштабный капитальный ремонт (2001—2002), спроектированный архитектурным бюро Эсы Пиирайнена (фин. Esa Piirainen). После ремонта церковь стала ещё более светлой. Особого внимания заслуживает лестничный подступ к её главному входу, преобразившийся в каскадный сквер.

## Время для посещений
Церковь открыта для свободного посещения с понедельника по четверг с 16 до 18, в воскресенье после службы — до 13. В летнее время проводятся экскурсии. С июня и до 24 августа церковь открыта с 11 до 19.